# 9e étape du Tour d'Italie 2017
Pour un article plus général, voir Tour d'Italie 2017.
La 9e étape du Tour d'Italie 2017 se déroule le dimanche 14 mai 2017, entre Montenero di Bisaccia et Blockhaus sur une distance de 149 km.

## Résultats

### Classement de l'étape
| \| Classement de l'étape \| Classement de l'étape \| Classement de l'étape \| Classement de l'étape \| Classement de l'étape \| \| Coureur \| Coureur \| Pays \| Équipe \| Temps \| \| --------------------- \| --------------------- \| --------------------- \| --------------------- \| --------------------- \| \| 1er \| Nairo Quintana \| Colombie \| Movistar Team \| 3 h 44 min 51 s \| \| 2e \| Thibaut Pinot \| France \| FDJ \| + 24 s \| \| 3e \| Tom Dumoulin \| Pays-Bas \| Team Sunweb \| + 24 s \| \| 4e \| Bauke Mollema \| Pays-Bas \| Trek-Segafredo \| + 41 s \| \| 5e \| Vincenzo Nibali \| Italie \| Bahrain-Merida \| + 1 min 00 s \| \| 6e \| Domenico Pozzovivo \| Italie \| AG2R La Mondiale \| + 1 min 18 s \| \| 7e \| Tanel Kangert \| Estonie \| Astana \| + 2 min 02 s \| \| 8e \| Ilnur Zakarin \| Russie \| Katusha-Alpecin \| + 2 min 14 s \| \| 9e \| Sébastien Reichenbach \| Suisse \| FDJ \| + 2 min 28 s \| \| 10e \| Davide Formolo \| Italie \| Cannondale-Drapac \| + 2 min 35 s \| |                       |          |                   |                 |
| |                       |          |                   |                 |
| Source : ProCyclingStats |                       |          |                   |                 |
| Classement de l'étape |                       |          |                   |                 |
| Coureur | Coureur               | Pays     | Équipe            | Temps           |
| 1er | Nairo Quintana        | Colombie | Movistar Team     | 3 h 44 min 51 s |
| 2e | Thibaut Pinot         | France   | FDJ               | + 24 s          |
| 3e | Tom Dumoulin          | Pays-Bas | Team Sunweb       | + 24 s          |
| 4e | Bauke Mollema         | Pays-Bas | Trek-Segafredo    | + 41 s          |
| 5e | Vincenzo Nibali       | Italie   | Bahrain-Merida    | + 1 min 00 s    |
| 6e | Domenico Pozzovivo    | Italie   | AG2R La Mondiale  | + 1 min 18 s    |
| 7e | Tanel Kangert         | Estonie  | Astana            | + 2 min 02 s    |
| 8e | Ilnur Zakarin         | Russie   | Katusha-Alpecin   | + 2 min 14 s    |
| 9e | Sébastien Reichenbach | Suisse   | FDJ               | + 2 min 28 s    |
| 10e | Davide Formolo        | Italie   | Cannondale-Drapac | + 2 min 35 s    |

### Points attribués
|   | Cycliste          | Nat     | Équipe                        | Pts | Bonif |
| - | ----------------- | ------- | ----------------------------- | --- | ----- |
| 1 | Luis León Sánchez | Espagne | Astana                        | 8   | 3 s   |
| 2 | Alexey Tsatevitch | Russie  | Gazprom-RusVelo               | 4   | 2 s   |
| 3 | Matteo Busato     | Italie  | Wilier Triestina-Selle Italia | 1   | 1 s   |

|   | Cycliste          | Nat     | Équipe          | Pts | Bonif |
| - | ----------------- | ------- | --------------- | --- | ----- |
| 1 | Omar Fraile       | Espagne | Dimension Data  | 8   | 3 s   |
| 2 | Alexey Tsatevitch | Russie  | Gazprom-RusVelo | 4   | 2 s   |
| 3 | Marco Marcato     | Italie  | UAE Emirates    | 1   | 1 s   |

| - Sprint final de Majella (km 149) \| \| Cycliste \| Nat \| Équipe \| Points \| Bonif \| \| -- \| --------------------- \| -------- \| ----------------- \| ------ \| ----- \| \| 1 \| Nairo Quintana \| Colombie \| Movistar \| 15 \| 10 s \| \| 2 \| Thibaut Pinot \| France \| FDJ \| 12 \| 6 s \| \| 3 \| Tom Dumoulin \| Pays-Bas \| Sunweb \| 9 \| 4 s \| \| 4 \| Bauke Mollema \| Pays-Bas \| Trek-Segafredo \| 7 \| \| \| 5 \| Vincenzo Nibali \| Italie \| Bahrain-Merida \| 6 \| \| \| 6 \| Domenico Pozzovivo \| Italie \| AG2R La Mondiale \| 5 \| \| \| 7 \| Tanel Kangert \| Estonie \| Astana \| 4 \| \| \| 8 \| Ilnur Zakarin \| Russie \| Katusha-Alpecin \| 3 \| \| \| 9 \| Sébastien Reichenbach \| Suisse \| FDJ \| 2 \| \| \| 10 \| Davide Formolo \| Italie \| Cannondale-Drapac \| 1 \| \| |                       |          |                   |        |       |
| | Cycliste              | Nat      | Équipe            | Points | Bonif |
| 1 | Nairo Quintana        | Colombie | Movistar          | 15     | 10 s  |
| 2 | Thibaut Pinot         | France   | FDJ               | 12     | 6 s   |
| 3 | Tom Dumoulin          | Pays-Bas | Sunweb            | 9      | 4 s   |
| 4 | Bauke Mollema         | Pays-Bas | Trek-Segafredo    | 7      |       |
| 5 | Vincenzo Nibali       | Italie   | Bahrain-Merida    | 6      |       |
| 6 | Domenico Pozzovivo    | Italie   | AG2R La Mondiale  | 5      |       |
| 7 | Tanel Kangert         | Estonie  | Astana            | 4      |       |
| 8 | Ilnur Zakarin         | Russie   | Katusha-Alpecin   | 3      |       |
| 9 | Sébastien Reichenbach | Suisse   | FDJ               | 2      |       |
| 10 | Davide Formolo        | Italie   | Cannondale-Drapac | 1      |       |

### Cols et côtes
| - Majella, 1re catégorie (km 149) \| \| Cycliste \| Pays \| Équipe \| Points \| \| - \| ------------------ \| -------- \| ---------------- \| ------ \| \| 1 \| Nairo Quintana \| Colombie \| Movistar \| 35 \| \| 2 \| Thibaut Pinot \| France \| FDJ \| 18 \| \| 3 \| Tom Dumoulin \| Pays-Bas \| Sunweb \| 12 \| \| 4 \| Bauke Mollema \| Pays-Bas \| Trek-Segafredo \| 9 \| \| 5 \| Vincenzo Nibali \| Italie \| Bahrain-Merida \| 6 \| \| 6 \| Domenico Pozzovivo \| Italie \| AG2R La Mondiale \| 4 \| \| 7 \| Tanel Kangert \| Estonie \| Astana \| 2 \| \| 8 \| Ilnur Zakarin \| Russie \| Katusha-Alpecin \| 1 \| |                    |          |                  |        |
| | Cycliste           | Pays     | Équipe           | Points |
| 1 | Nairo Quintana     | Colombie | Movistar         | 35     |
| 2 | Thibaut Pinot      | France   | FDJ              | 18     |
| 3 | Tom Dumoulin       | Pays-Bas | Sunweb           | 12     |
| 4 | Bauke Mollema      | Pays-Bas | Trek-Segafredo   | 9      |
| 5 | Vincenzo Nibali    | Italie   | Bahrain-Merida   | 6      |
| 6 | Domenico Pozzovivo | Italie   | AG2R La Mondiale | 4      |
| 7 | Tanel Kangert      | Estonie  | Astana           | 2      |
| 8 | Ilnur Zakarin      | Russie   | Katusha-Alpecin  | 1      |

## Classements à l'issue de l'étape

### Classement général
| \| Classement général \| Classement général \| Classement général \| Classement général \| Classement général \| \| Coureur \| Coureur \| Pays \| Équipe \| Temps \| \| ------------------ \| ------------------ \| ------------------ \| ------------------ \| ------------------ \| \| 1er \| Nairo Quintana \| Colombie \| Movistar Team \| 42 h 06 min 09 s \| \| 2e \| Thibaut Pinot \| France \| FDJ \| + 28 s \| \| 3e \| Tom Dumoulin \| Pays-Bas \| Team Sunweb \| + 30 s \| \| 4e \| Bauke Mollema \| Pays-Bas \| Trek-Segafredo \| + 51 s \| \| 5e \| Vincenzo Nibali \| Italie \| Bahrain-Merida \| + 1 min 10 s \| \| 6e \| Domenico Pozzovivo \| Italie \| AG2R La Mondiale \| + 1 min 28 s \| \| 7e \| Ilnur Zakarin \| Russie \| Katusha-Alpecin \| + 2 min 28 s \| \| 8e \| Davide Formolo \| Italie \| Cannondale-Drapac \| + 2 min 45 s \| \| 9e \| Andrey Amador \| Costa Rica \| Movistar Team \| + 2 min 53 s \| \| 10e \| Steven Kruijswijk \| Pays-Bas \| LottoNL-Jumbo \| + 3 min 06 s \| |                    |            |                   |                  |
| |                    |            |                   |                  |
| Source : ProCyclingStats |                    |            |                   |                  |
| Classement général |                    |            |                   |                  |
| Coureur | Coureur            | Pays       | Équipe            | Temps            |
| 1er | Nairo Quintana     | Colombie   | Movistar Team     | 42 h 06 min 09 s |
| 2e | Thibaut Pinot      | France     | FDJ               | + 28 s           |
| 3e | Tom Dumoulin       | Pays-Bas   | Team Sunweb       | + 30 s           |
| 4e | Bauke Mollema      | Pays-Bas   | Trek-Segafredo    | + 51 s           |
| 5e | Vincenzo Nibali    | Italie     | Bahrain-Merida    | + 1 min 10 s     |
| 6e | Domenico Pozzovivo | Italie     | AG2R La Mondiale  | + 1 min 28 s     |
| 7e | Ilnur Zakarin      | Russie     | Katusha-Alpecin   | + 2 min 28 s     |
| 8e | Davide Formolo     | Italie     | Cannondale-Drapac | + 2 min 45 s     |
| 9e | Andrey Amador      | Costa Rica | Movistar Team     | + 2 min 53 s     |
| 10e | Steven Kruijswijk  | Pays-Bas   | LottoNL-Jumbo     | + 3 min 06 s     |

### Classement du meilleur jeune
| Classement du meilleur jeune | Classement du meilleur jeune | Classement du meilleur jeune | Classement du meilleur jeune | Classement du meilleur jeune |
|                              | Coureur                      | Pays                         | Équipe                       | Temps                        |
| ---------------------------- | ---------------------------- | ---------------------------- | ---------------------------- | ---------------------------- |
| 1er                          | Davide Formolo               | Italie                       | Cannondale-Drapac            | en 42 h 8 min 54 s           |
| 2e                           | Bob Jungels                  | Luxembourg                   | Quick-Step Floors            | + 45 s                       |
| 3e                           | Jan Polanc                   | Slovénie                     | UAE Emirates                 | + 2 min 1 s                  |
| 4e                           | Adam Yates                   | Royaume-Uni                  | Orica-Scott                  | + 2 min 4 s                  |
| 5e                           | Simone Petilli               | Italie                       | UAE Emirates                 | + 5 min 39 s                 |
| modifier                     |                              |                              |                              |                              |

### Classement aux points
| Classement par points | Classement par points | Classement par points | Classement par points         | Classement par points |
| Coureur               | Coureur               | Pays                  | Équipe                        | Points                |
| --------------------- | --------------------- | --------------------- | ----------------------------- | --------------------- |
| 1er                   | Fernando Gaviria      | Colombie              | Quick-Step Floors             | 191 pts               |
| 2e                    | Jasper Stuyven        | Belgique              | Trek-Segafredo                | 160 pts               |
| 3e                    | André Greipel         | Allemagne             | Lotto-Soudal                  | 129 pts               |
| 4e                    | Caleb Ewan            | Australie             | Orica-Scott                   | 100 pts               |
| 5e                    | Lukas Pöstlberger     | Autriche              | Bora-Hansgrohe                | 98 pts                |
| 6e                    | Daniel Teklehaimanot  | Érythrée              | Dimension Data                | 78 pts                |
| 7e                    | Kristian Sbaragli     | Italie                | Dimension Data                | 76 pts                |
| 8e                    | Silvan Dillier        | Suisse                | BMC Racing Team               | 68 pts                |
| 9e                    | Eugert Zhupa          | Albanie               | Wilier Triestina-Selle Italia | 60 pts                |
| 10e                   | Sam Bennett           | Irlande               | Bora-Hansgrohe                | 57 pts                |

### Classement du meilleur grimpeur
| Classement du meilleur grimpeur | Classement du meilleur grimpeur | Classement du meilleur grimpeur | Classement du meilleur grimpeur | Classement du meilleur grimpeur |
| ------------------------------- | ------------------------------- | ------------------------------- | ------------------------------- | ------------------------------- |
|                                 | Coureur                         | Pays                            | Équipe                          | Point(s)                        |
| 1er                             | Jan Polanc                      | Slovénie                        | UAE Emirates                    | 44 points                       |
| 2e                              | Nairo Quintana                  | Colombie                        | Movistar                        | 35 pts                          |
| 3e                              | Thibaut Pinot                   | France                          | FDJ                             | 27 pts                          |
| 4e                              | Daniel Teklehaimanot            | Érythrée                        | Dimension Data                  | 23 pts                          |
| 5e                              | Ilnur Zakarin                   | Russie                          | Katusha-Alpecin                 | 19 pts                          |
| modifier                        |                                 |                                 |                                 |                                 |

### Classements par équipes

#### Classement au temps
| Classement par équipes | Classement par équipes | Classement par équipes | Classement par équipes |
| Équipe                 | Équipe                 | Pays                   | Temps                  |
| ---------------------- | ---------------------- | ---------------------- | ---------------------- |
| 1re                    | Movistar Team          | Espagne                | 126 h 26 min 41 s      |
| 2e                     | Astana                 | Kazakhstan             | + 6 min 15 s           |
| 3e                     | UAE Team Emirates      | Émirats arabes unis    | + 7 min 57 s           |
| 4e                     | Cannondale-Drapac      | États-Unis             | + 10 min 44 s          |
| 5e                     | FDJ                    | France                 | + 15 min 13 s          |
| 6e                     | AG2R La Mondiale       | France                 | + 15 min 59 s          |
| 7e                     | Bahrain-Merida         | Bahreïn                | + 17 min 04 s          |
| 8e                     | Team Sunweb            | Allemagne              | + 20 min 49 s          |
| 9e                     | BMC Racing Team        | États-Unis             | + 22 min 45 s          |
| 10e                    | Trek-Segafredo         | États-Unis             | + 26 min 09 s          |

#### Classement aux points
| Classement par équipes aux points | Classement par équipes aux points | Classement par équipes aux points | Classement par équipes aux points |
| Équipe                            | Équipe                            | Pays                              | Points                            |
| --------------------------------- | --------------------------------- | --------------------------------- | --------------------------------- |
| 1re                               | Quick-Step Floors                 | Belgique                          | 233 pts                           |
| 2e                                | Trek-Segafredo                    | États-Unis                        | 197 pts                           |
| 3e                                | Bora-Hansgrohe                    | Allemagne                         | 197 pts                           |
| 4e                                | Dimension Data                    | Afrique du Sud                    | 155 pts                           |
| 5e                                | UAE Team Emirates                 | Émirats arabes unis               | 150 pts                           |
| 6e                                | Orica-Scott                       | Australie                         | 132 pts                           |
| 7e                                | Lotto-Soudal                      | Belgique                          | 120 pts                           |
| 8e                                | Movistar Team                     | Espagne                           | 118 pts                           |
| 9e                                | Bahrain-Merida                    | Bahreïn                           | 94 pts                            |
| 10e                               | Team Sunweb                       | Allemagne                         | 85 pts                            |

## Abandon
- 185 -  Wilco Kelderman (Sunweb) : Abandon